# 镇魂街
《镇魂街》是许辰连载于网站有妖气的长篇热血漫画。漫画讲述了误入灵域的寄灵人夏玲和曹操后人曹焱兵一起踏上旅程复活槐灵树的故事。
2015年5月16日-17日，上海漫控潮流博览会（SHCC）上透露了“MC”计划，剧角映画、剧魔影业、奥飞影业等公司将联手制作《雏蜂》、《端脑》、《镇魂街》三部漫画的真人电影，《镇魂街》电视剧于2017年8月2日在优酷上映。
镇魂街出版有漫画的单行本，2012年2月22日《镇魂街》繁体中文版单行本在香港发售。2012年2月22日《镇魂街》发行单行本第一册。漫画在官方连载网站上显示的自动更新统计数字点击数共计达10亿以上。《镇魂街》和《端脑》、《雏蜂》被粉丝并称妖气三大漫。

## 故事
原本是普通大学生的夏玲误闯进人灵共存的世界——镇魂街，遇到恶灵的夏玲被曹焱兵与弟弟曹玄亮所救，得知自己也是一位寄灵人并了解了这个世界。此时曹玄亮遇到王国势力狩猎镇魂将的黑尔，黑尔目的地正是曹焱兵守护的神树，并自称为王国第九骑士，与自己的守护灵地狱犬融合，不敌之际夏玲将槐灵树的树枝吃下解开了自己的守护灵李轩辕的封印打败了黑尔，此时给夏玲发送言灵信的鬼符三通赶来将神树封印，而夏玲不得不与曹焱兵踏上寻找其他三棵神树恢复槐灵树的旅途。
押捕黑尔的鬼符三通向黑尔展示了自己的真面目，召唤出自己的守护灵神武灵刑天杀了黑尔，并不准龙棋将杀死曹焱兵。而此时王国军团的JACK召见了三位十大骑士：龙王盖文、伯爵诺拉、狼神凯利，并派第三骑士地狱神父红莲追杀曹焱兵，王国从黑尔送回的黑匣子得知百年难得一见可以拥有多个守护灵的武神躯当今出现了三个人，除了曹焱兵还有水云街的刘羽禅和悬龙街的孙斩天，除了武神躯之外的麻烦还有被称为拥有最强人武灵的项昆仑和貂灵芸。故事由此开启。

## 用语
在镇魂街中，镇魂街是人界通向灵域（冥域）的一个过渡区，未被超度的亡灵以及恶灵都会留在此地，为了镇压恶灵，灵域挑选拥有守护灵的寄灵人在镇魂街管理亡灵，好处是死后可以直接进入灵域得到一个好的地位。寄灵人可以邀请强大的亡灵成为自己的守护灵，守护灵分为人武灵（例如吕布）、兽武灵（例如魔兽飞廉）、仙武灵、魔武灵和最强的神武灵（例如刑天），而一名镇魂将最多只能拥有一位武灵/守护灵，如果可以拥有多位守护灵，那便是百年难得一遇的武神躯。灵域使用地狱道判断镇魂将的强弱，依次是等活、黑绳、众合、叫唤、大叫唤、焦热、大焦热、无间，而大焦热是实力的分水岭，能毁掉一条街等级就是大焦热。除了使用守护灵，寄灵人也可以使用自身的能力人灵技来战斗，更为强大的寄灵人还可以驯服驱使灵兽。

## 动画
2015年动画化，由卢恒宇和李姝洁工作室制作。
第一季
| 集數 | 標題           |
| ---- | -------------- |
| 1    | 镇魂街         |
| 2    | 兄弟           |
| 3    | 寄灵人         |
| 4    | 誓言           |
| 5    | 王国组织       |
| 6    | 无家可归       |
| 7    | 欢迎来到罗刹街 |
| 8    | 刘羽禅         |
| 9    | 山不在高       |
| 10   | 温柔是罪       |
| 11   | 暴雨梨花       |
| 12   | 新的誓言       |
| 13   | 锁心链         |
| 14   | 灵槐枝         |
| 15   | 夏玲的选择     |
| 16   | 为了过去的战斗 |
| 17   | 四面楚歌       |
| 18   | 人鬼殊途       |
| 19   | 第九骑士       |
| 20   | 背水一战       |
| 21   | 破竹之势       |
| 22   | 武神躯         |
| 23   | 成王之路       |
| 24   | 冒险的黎明     |

第二季（镇魂街·北落师门篇）
| 集數 | 標題     |
| ---- | -------- |
| 1    | 故人歸來 |
| 2    | 慷慨悲歌 |
| 3    | 魚遊釜中 |
| 4    | 雲起龍驤 |
| 5    | 清塵濁水 |
| 6    | 力挽狂瀾 |
| 7    | 以血洗血 |
| 8    | 轉日回天 |
| 9    | 長風破浪 |
| 10   | 浮生若夢 |

第三季（镇魂街·风花雪月篇）
| 集數 | 標題     |
| ---- | -------- |
| 1    | 禁林破晓 |
| 2    | 草木皆兵 |
| 3    | 幻楼烽火 |
| 4    | 兵临城下 |
| 5    | 水月镜花 |
| 6    | 非花非雾 |
| 7    | 如真似幻 |
| 8    | 破冰摧城 |
| 9    | 瀚海狂沙 |
| 10   | 风云突变 |
| 11   | 故人殊途 |
| 12   | 龙跃云津 |
| 13   | 一枕南柯 |
| 14   | 雀藏器中 |
| 15   | 黄雀在后 |
| 16   | 俯仰千年 |

第四季（镇魂街·群英大战篇+天武风雷篇）
| 集數 | 標題     |
| ---- | -------- |
| 1    | 不归路   |
| 2    | 南无地   |
| 3    | 敌与友   |
| 4    | 妖王兽   |
| 5    | 虎霸王   |
| 6    | 天武街   |
| 7    | 恶与恶   |
| 8    | 寂灭都   |
| 9    | 罪与罚   |
| 10   | 安魂曲   |
| 11   | 天使心   |
| 12   | 我的路   |
| 13   | 千机黑刹 |
| 14   | 奇门斗法 |
| 15   | 镇狱童子 |
| 16   | 柳暗花明 |
| 17   | 死生悠茫 |
| 18   | 故影回天 |
| 19   | 阿耨多罗 |
| 20   | 调虎离山 |
| 21   | 古之恶来 |
| 22   | 群英荟萃 |
| 23   | 草木无心 |
| 24   | 针锋相对 |
| 25   | 疾风劲草 |
| 26   | 山雨欲来 |

## 網絡劇
镇魂街2017年8月2日在优酷播出真人化的網絡劇，該劇由汪東城和安悦溪主演。